# .شبكة
هو(نطاق) المستوى العلوي التجاري IDN. وهو نطاق يستخدم الحروف العربية بدل من اللاتينية.
مثال (عربي.شبكة).

## التاريخ
هو أول نطاق مستوى عالي عربي تجاري يتم إطلاقه بعد موافقة الآيكان على فتح الباب أمام الشركات الراغبة في حجز نطاقات علوية.

## روابط داخلية
- إنترنت
- مزود خدمة الإنترنت

## وصلات خارجية
شبكة الانترنت